# Emílio da Silva
Emilio Neves Da Silva (ur. 5 kwietnia 1982) – piłkarz timorski, reprezentant kraju. Neves występuje na pozycji napastnika. Obecnie jest graczem timorskiego klubu Dili Oeste.
Emilio Neves jest najlepszym strzelcem w historii narodowej reprezentacji. W rozegranym w październiku 2007 roku dwumeczu z Hongkongiem w ramach eliminacji MŚ w 2010 roku, przegranym przez Timor Wschodni 3-11 (2-3 u siebie, 1-8 na wyjeździe), Neves strzelił wszystkie bramki do swojej reprezentacji.